# Kelsy Burke
Kelsy Burke, född 1985, är en amerikansk sociolog. Hon är verksam som docent vid University of Nebraska–Lincoln och har författat böckerna Christians under Covers (2016) och The Pornography Wars (2023). Båda tar upp den amerikanska kulturens komplicerade relation till sexualitet och sexuella uttryck.

## Biografi

### Bakgrund och akademisk karriär
Burke har studerat sociologi vid flera amerikanska universitet. Hon blev fil.kand. 2006 vid Eastern Connecticut State University och tre år senare  master vid University of Pittsburgh. Examensuppsatsen bar titeln Rethinking Social Movement Participation and Non-Participation: How South Dakota Pro-Choice Clergy Perceive, Confront, and Navigate Risk. 2013 kom hennes doktorsavhandling God, Sex, and the Internet: The Faithful, Virtual, and Sexual Lives of Contemporary Evangelical Christians”. Doktorerandet hanterades inom universitetets sektion för genus, sexualitet och kvinnostudier.
Åren 2013 till 2016 var Burke docent vid St. Norbert College i Wisconsin. Sedan 2016 verkar Burke som docent vid University of Nebraska-Lincoln, där hon som  sociolog studerat hur sex och religion kolliderar i USA. Hennes forskningsintressen innefattar hur kristna förhåller sig till sex, debatter om pornografi, kvinnors arbete inom evangeliskt kristna församlingar och lagar om religiösa friheter.

### Böcker
2016 utgavs Burkes Christians under Covers: Evangelicals and Sexual Pleasure on the Internet. I boken analyserar hon hur många kristna i dagens USA använder Internet till att utforska olika sexualiteter och försöker anpassa de kristna dogmerna med livet i en modern och alltmer mångfasetterad miljö. Kelsy inhämtade fakta och åsikter efter att i två års tid och i hemlighet ha studerat ett 40-tal olika bloggar, webbutiker och diskussionsforum som skapats för och av evangeliskt kristna i syfte att främja det "goda" och av Gud accepterade sexet. Burke genomförde en etnografisk studie likt den Laud Hemphreys gjorde 1970 i Tea Room Trade.
Därefter inledde Burke arbetet på en bok med syftet att presentera porrkriget, ett fenomen som har en 150-årig och ännu ej avslutad historia även om det för det mesta fokuserar på 1980-talets strider mellan feministiska motståndare till och förespråkare för pornografin som fenomen. I boken tar hon fram hur moralkämpen Anthony Comstock på 1870-talet propagerade för lagar emot "snusk" inom medier, lagar som i någon form fortfarande råder. Burke visar också hur motståndet gått i vågor och hur det tidiga motståndet mot moraliskt förfall med tiden alltmer kommit att fokusera på hälsoaspekter och våld, och hur stora delar av feminismen fortfarande på 2020-talet arbetar emot all pornografi. Burke lyfter också fram hur konfliktytorna mellan motståndare och förespråkare i praktiken inte är lika skarpa som medierapporteringen antytt, och hur omsorgen om mänskliga friheter och skydd karaktäriserar en hel del av aktivismen från kristet, feministiskt, politiskt och frihetligt håll.
The Pornography Wars, som har undertiteln "The past, present, and future of America's obscene obsession", var ursprungligen tänkt att komma ut sommaren 2022. Publiceringen försenades dock nästan ett år på grund av kritik från lektörer angående onödigt vassa formuleringar åt båda hållen i det pågående "kriget", något som föranledde ett visst omskrivningsbehov. I boken klargör hon bland annat fem olika myter kring pornografi och deras egentliga koppling till verkligheten: huruvida "Internet skulle vara för porr" (som det hävdas i Broadway-revyn Avenue Q), om USA:s "porrproblem" är ett nytt fenomen, om kristna konservativa använder moral som främsta invändning, om internetpornografi är en lönsam vara och om pornografi per definition är utnyttjande av kvinnor.

### Övrig verksamhet
Vid sidan av sina böcker och sitt akademiska skrivande har Burke publicerat sig i olika tidningar och tidskrifter, exempelvis The Washington Post, Huffpost, Newsweek, Salon och Slate. Hon har under årens lopp varit medlem i olika styrelser och utgivningsråd, i regel med någon koppling till sexualitet och/eller religion. 2017 valdes hon in som redaktionsrådsmedlem för den akademiska tidskriften Sociology of Religion.

## Biografi
- Christians under covers: evangelicals and sexual pleasure on the Internet. University of California Press. 2016. ISBN 978-0-520-28632-0. https://ixtheo.de/Record/834683156/Details
- The pornography wars: the past, present, and future of America's obscene obsession. Bloomsbury Publishing. 2023. ISBN 978-1-63557-736-5. OCLC 1309389813. https://www.gapines.org/eg/opac/record/6366272